# Кожевников, Георгий Никитович
Георгий Никитович Кожевников (13 апреля 1902 года — 1966) — советский государственный деятель, специалист в области оборонных технологий. Один из организаторов оборонной промышленности СССР. Генерал-майор инженерно-технической службы.

## Биография
Родился 13 апреля 1902 года в селе Большой Рой (ныне Уржумский район, Кировская область). Вырос в многодетной крестьянской семье.
Окончил ВХА имени К. Е. Ворошилова и был оставлен в качестве адъюнкта.
Генерал-майор инженерно-технической службы.
1-й начальник специального факультета № 138 Московского химико-технологического института им. Д. И. Менделеева (1935).

Учитывая особый статус факультета, первый руководитель факультета имел официальную должность не декана, а начальника. Г.Н. Кожевников сыграл выдающуюся роль в развитии факультета в этот период. Благодаря его энергии факультет получил необходимую базу для своего развития в виде помещений, оборудования, кадров.— 
С 1938 по 1963 год непрерывно работал в оборонной промышленности.
С 4 июня 1938 года по 1940 год — директор завода № 15 (с 2016 года — АО «Полимер», город Чапаевск) Наркомата оборонной промышленности СССР, с 1939 Наркомата боеприпасов СССР.
C 1940 — Начальник 1-го Главного управления в центральном аппарате наркомата боеприпасов СССР.
- Зам. министра оборонной промышленности СССР (1953).
- Зам. министра общего машиностроения СССР (1955).
- Зам. министра оборонной промышленности СССР (1957).
- Зам. председателя Государственного комитета Совета Министров СССР по оборонной технике (1958).

Руководил внедрением непрерывных методов производства взрывчатых веществ, что позволило в несколько раз увеличить их выпуск.
На пенсии c 1963 года.
Скончался в 1966 году, похоронен в Москве на Новодевичьем кладбище. 

## Награды
- Сталинская премия третьей степени (1943) — за разработку нового вида взрывчатого вещества
- Сталинская премия третьей степени (1946) — за разработку методов интенсификации производства взрывчатых веществ, обеспечивших значительное увеличение выпуска военной продукции при снижении расхода химикалий.
- орден Ленина,
- орден Трудового Красного Знамени,
- дважды орден Красной Звезды,
- орден Отечественной войны I степени,
- орден «Знак Почета»,
- медали.